# Zadarnowski
Zadarnowski (forma żeńska: Zadarnowska, liczba mnoga: Zadarnowscy) – polskie nazwisko.

## Rody szlacheckie
- Zadarnowscy herbu Sulima – ród wywodzący się z Polesia, ze wsi Zadarnowo(inne języki) i Kotówka notowany po raz pierwszy za panowania Zygmunta I Starego[1][2].

## Demografia
W 2021 roku nazwisko to nosiło 113 osób, z tego 61 mężczyzn i 52 kobiety. W grudniu 2017 roku najwięcej Zadarnowskich mieszkało w województwie dolnośląskim.

## Przedstawiciele
- Adolf Zadarnowski (1907–1940) – porucznik artylerii rezerwy, ofiara zbrodni katyńskiej;
- Irena Zadarnowska (1916–1986) – malarka, scenografka, Sprawiedliwa wśród Narodów Świata;
- Janusz Henryk Zadarnowski (1929–2014) – powstaniec warszawski i działacz polonijny;
- Stanisław Zadarnowski(inne języki) (ok. 1769–1821) – adwokat, członek loży masońskiej Przyjaciel Ludzkości(inne języki) w Grodnie;
- Stanisław „Ratold” Zadarnowski (1893–1926) – piosenkarz i autor tekstów;
- Stefan Zadarnowski (zm. ok. 1944) – inżynier leśnictwa, Sprawiedliwy wśród Narodów Świata.